# LS2 Helmets

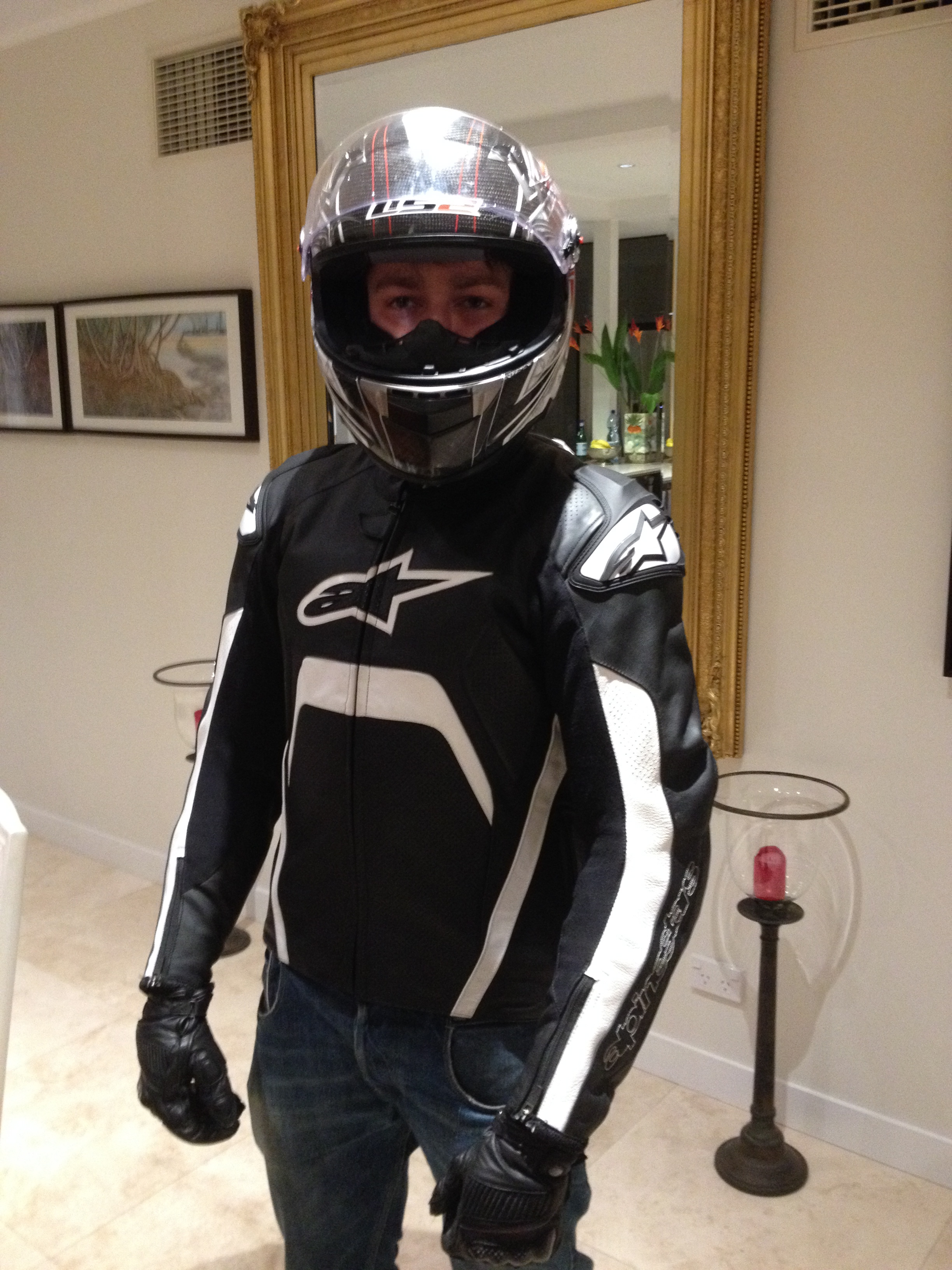
Motorradfahrer mit Schutzkleidung und LS2-Helm

LS2 Helmets (Liao System 2) ist ein Hersteller von Helmen für Motorräder. Das Unternehmen wurde 1990 von Arthur Liao in Heshan, Volksrepublik China, gegründet.
Zuerst wurde ab 1990 der heimische Markt bedient, ab 2006 wurde LS2 als Helmmarke eingeführt, ab 2008 begann der europäische Vertrieb.